# Hvozdnice u Hradce Králové
Hvozdnice (deutsch Wosnitz) ist eine Gemeinde in Tschechien. Sie liegt neun Kilometer südwestlich des Stadtzentrums von Hradec Králové und gehört zum Okres Hradec Králové.

## Geographie

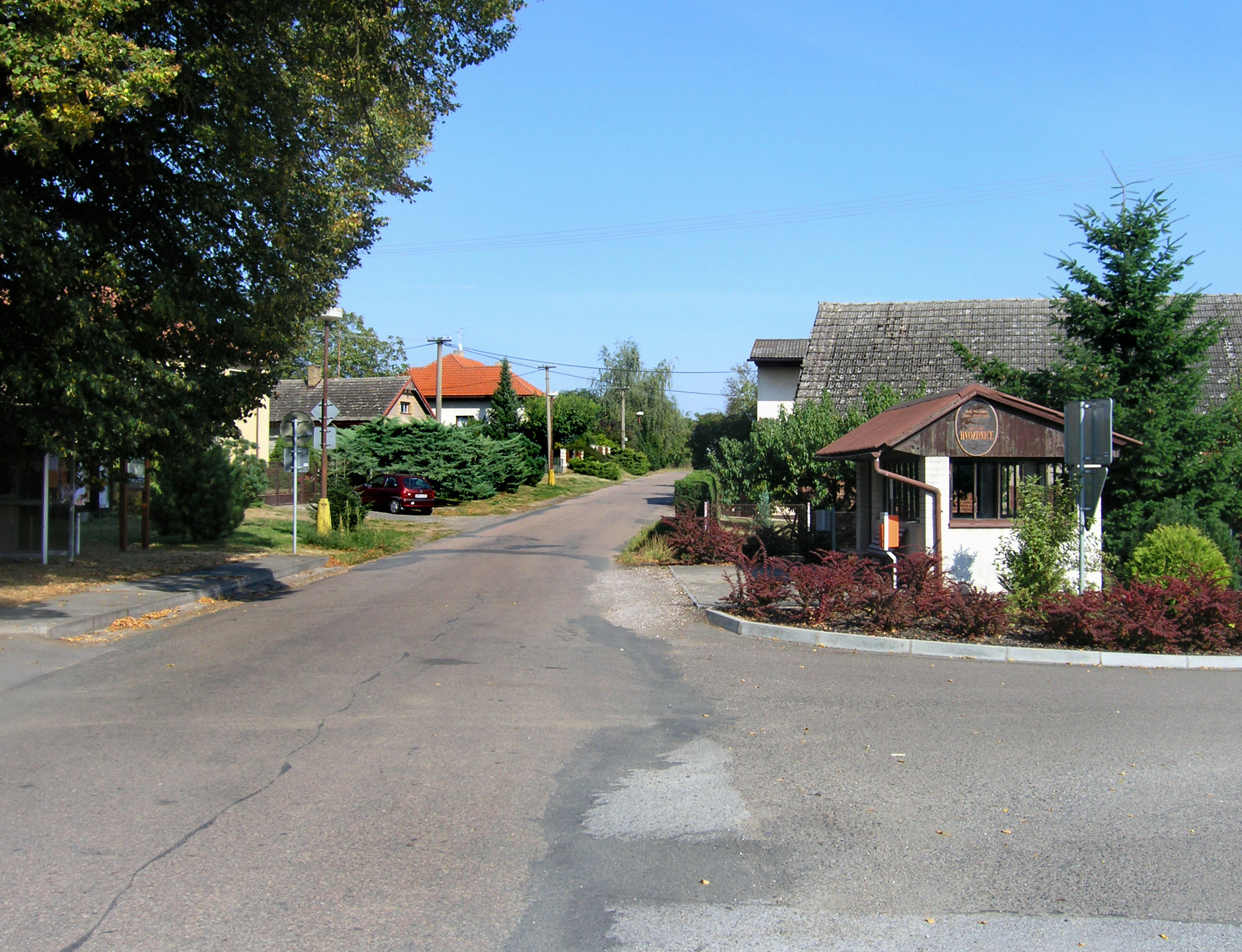
Hvozdnice

Hvozdnice befindet sich am Südhang einer Kuppe auf der Ostböhmischen Tafel.
Nachbarorte sind Těchlovice im Norden, Stěžery und Hřibsko im Nordosten, Nové Hvozdnice, Vlčkovice  und Plačice im Osten, Urbanice im Südosten, Sedlice und Lhota pod Libčany im Süden, Roudnice im Südwesten, Libčany im Westen sowie Radíkovice im Nordwesten.

## Geschichte
Die erste schriftliche Erwähnung von Hvozdnice stammt aus dem Jahr 1073. Die erste Besiedlung des Ortes erfolgte lange Zeit zuvor; in der Umgebung von Hvozdnice wurden zwei noch nicht erforschte Grabhügel gefunden, die wahrscheinlich auch wie die im benachbarten Želí der Aunietitzer Kultur zuzuordnen sind.
Nach der Aufhebung der Patrimonialherrschaften bildete Voznice mit dem Ortsteil Nová Voznice ab 1850 eine Gemeinde im Bezirk Hradec Králové. 1949 wurde sie dem Okres Hradec Králové-okolí zugeordnet. 1961 erfolgte die Eingemeindung nach Libčany und kam zugleich wieder zum Okres Hradec Králové. Seit 1992 besteht die Gemeinde wieder.

## Gemeindegliederung
Für die Gemeinde Hvozdnice sind keine Ortsteile ausgewiesen. Zu Hvozdnice gehört die Ansiedlung Nové Hvozdnice (Neu Wosnitz).

## Sehenswürdigkeiten
- Kapelle